# Крукс (Јужна Дакота)
Крукс (енгл. Crooks) град је у америчкој савезној држави Јужна Дакота.

## Демографија
По попису из 2010. године број становника је 1.269, што је 410 (47,7%) становника више него 2000. године.
| Група             | 2000.       | 2010.         |
| Белци             | 843 (98,1%) | 1.228 (96,8%) |
| Афроамериканци    | 0 (0,0%)    | 0 (0,0%)      |
| Азијати           | 2 (0,2%)    | 2 (0,2%)      |
| Хиспаноамериканци | 0 (0,0%)    | 26 (2,0%)     |
| Укупно            | 859         | 1.269         |